# سرگئی کوچروف
سرگئی کوچروف (انگلیسی: Sergey Kucherov؛ زادهٔ ۱۸ ژوئیهٔ ۱۹۸۰) دوچرخه‌سوار اهل روسیه است.